# André Vitel
Pour les articles homonymes, voir Vitel.
Ne doit pas être confondu avec André Virel.
André Vitel, né le 22 mai 1921 au Havre, condamné à mort pour le meurtre de sa belle-sœur et de son neveu et mort guillotiné le 2 mai 1939 à Rouen, est le dernier exécuté judiciaire mineur en France, à 17 ans.

## Biographie
André Vitel était apprenti forgeron, garçon boulanger puis garçon de sonnerie sur le paquebot Cuba de la Compagnie générale transatlantique au Havre (Seine-Maritime). Alors qu'il n'a plus de travail, il se rend le 8 juin 1938 chez sa belle-sœur dans un appartement du Havre pour la voler. Il lui assène plusieurs coups avec un fer à repasser puis lui tranche la gorge avec un couteau de table. Il étouffe ensuite avec des oreillers son nourrisson âgé de 6 mois, pour éviter que ses pleurs n'attirent l'attention du voisinage. Il fouille l'appartement et vole 1 300 francs. Il est arrêté le lendemain et passe aux aveux peu de temps après. Lors de son procès, il semble peu concerné et aucune circonstance atténuante n'est retenue,. Il est condamné à mort le 17 février 1939. Le 4 avril, la cour de cassation rejette son pourvoi. Il est guillotiné, à 17 ans, le matin du 2 mai 1939, à 4h50, par le bourreau Jules-Henri Desfourneaux dans un angle de la rue qui longe la prison Bonne-Nouvelle à Rouen,. C'est la dernière exécution judiciaire d'un mineur en France,,.

## Reconstitution historique
Dans le cadre de la nuit du droit à Rouen, son procès a été reconstitué par Constance de Saint Rémy  et joué par des magistrats, avocats, huissiers, notaires, universitaires et étudiants de la ville le 4 octobre 2018 au palais de justice de Rouen.